# 障害者虐待
障害者虐待（しょうがいしゃぎゃくたい、英語: Disability abuse）は、障害者に対する虐待である。

## 法的定義
「障害者」とは何かについては、障害者基本法第2条を適用しており、「身体・知的・精神障害その他の心身の機能の障害がある者であって、障害及び社会的障壁により継続的に日常生活・社会生活に相当な制限を受ける状態にあるもの」としている。

障害者虐待防止法において、「障害者虐待」とは、（1）養護者による障害者虐待、（2）障害者福祉施設従事者等による障害者虐待、（3）使用者による障害者虐待と定義しており、さらに、具体的には下記の4つに分類されている。
1. 身体的虐待
障害者の身体に外傷が生じ、若しくは生じるおそれのある暴行を加え、または正当な理由なく障害者の身体を拘束すること。
2. 性的虐待
障害者にわいせつな行為をすることまたはわいせつな行為をさせること。
3. 心理的虐待
障害者に著しい暴言または著しく拒絶的な対応その他の障害者に著しい心理的外傷を与える言動を行うこと。
4. ネグレクト
障害者を衰弱させるような著しい減食または長時間の放置、上記1～3に掲げる行為と同様の行為の放置等養護を著しく怠ること。
5. 経済的虐待
障害者の財産を不当に処分すること、その他障害者から不当に財産上の利益を得ること。

## 障害者に対する虐待行為の分類
- 障害者差別：優生学的な理由により強制的な堕胎・不妊手術などがある
- 身体的虐待
- 心理的虐待
- 性的虐待
- 性的虐待
- 校内暴力
- 監禁・強制労働など
  - 障害者収容施設での障害者虐待
  - 障害者の徴兵
- 障碍者着服と関係する資金を着服

## 主な事件
- 水戸事件（水戸アカス事件）
- 滋賀サングループ事件
- 宇都宮病院事件
- 神出病院虐待事件
- 石郷岡病院事件

下関市知的障害者施設虐待事件
2015年6月に発覚した、障害者福祉施設での職員による利用者への虐待事件。事件が起こったのは山口県下関市にある市指定の障害福祉サービス事業所。2013年11月から翌年2月にかけて、施設内での虐待を疑った施設関係者が実際にその様子を捉えることに成功した。複数の職員が利用者に平手打ちなどの暴行を加える様子や「ぶち殺すぞ、テメエ」などの暴言を浴びせる様子が確認された。
2014年4月、下関市（障害者虐待防止センター）に対して匿名での情報提供が行われた。同施設への指導的立場にある同市が立ち入り調査等を行ったもの虐待の事実が現認できなかったと結論付けた。その後2015年5月、メディアによって虐待の映像が報じられることによって事件が表面化。同年6月10日、虐待を行っていた元職員1名が暴行の容疑で逮捕された。8月26日、市が障害者総合支援法に基づいて、新規利用者の受け入れ停止の行政処分を行った。
施設側は報道後の6月時点で、作業室廊下側の窓ガラスを擦りガラスから透明ガラスに換え、同部屋の可視化を図った。また、施設内に16のカメラを取り付けた。その後、作業室の仕切り壁を取り外し、事件時に「密室」となっていた状態を改善するなどしたほか、施設職員への研修の強化、研修後のレポートの提出などを実施し、「実効性」を重視したものとなっている。